# José Afonso da Silva
José Afonso da Silva (Pompéu, 30 de abril de 1925) é um jurista brasileiro, especialista em direito constitucional.
Graduado pela Universidade de São Paulo (1957), é também livre docente (1969) pela mesma universidade, da qual é professor titular aposentado e onde também foi responsável pelo Curso de Direito Urbanístico, em nível de pós-graduação.
É Procurador do Estado de São Paulo aposentado, além de ter sido livre docente de direito financeiro, de processo civil e de direito constitucional da Faculdade de Direito da UFMG. É membro de diversos institutos, dentre os quais o Instituto dos Advogados Brasileiros (IAB) e a Associação Brasileira de Constitucionalistas Democráticos, da qual foi presidente e fundador.
Foi secretário municipal dos Negócios Jurídicos da Prefeitura de São Paulo entre 1983 e 1986, durante o governo de Mário Covas e da Segurança Pública do Estado de São Paulo de 1.º de janeiro de 1995 até 3 de fevereiro de 1999, mais uma vez tendo Covas como chefe máximo do executivo, desta vez do governo do estado.
É pai do atual professor titular de direito constitucional da Faculdade de Direito da USP, Luís Virgílio Afonso da Silva, da empresária de comunicação Helena Augusta Afonso Storrer e do palhaço Nereu Afonso da Silva, um dos membros do Grupo Doutores de Alegria.

## História
Chegou a São Paulo em 1947, onde reside desde então. De origem humilde (seu pai foi lavrador), o jurista trabalhou como alfaiate antes de se formar em 1957 na Faculdade de Direito da USP (Universidade de São Paulo), do Largo São Francisco, do qual foi também professor titular de 1975 a 1995. Especialista em Direito Constitucional, atuou durante vários anos como procurador do Estado de São Paulo, além de ter sido secretário da Segurança Pública do Estado de São Paulo de 1995 a 1999. Em São Paulo chegou a trabalhar com o jurista especialista em Direito Administrativo, Hely Lopes Meireles. De postura progressista, participou como assessor jurídico da Assembléia Constituinte que elaborou a Constituição Federal brasileira de 1988.
Em 25 de outubro de 2010, foi agraciado com a grã-cruz da Ordem do Ipiranga pelo Governo do Estado de São Paulo.
Em 28 de maio de 2016, foi agraciado com o título de Doutor Honoris Causa pela Academia Brasileira de Direito Constitucional
Segundo levantamento realizado pelos professores Bruno Meneses Lorenzetto e Pedro Henrique Gallotti Kenicke, Afonso da Silva é o constitucionalista brasileiro mais citado pelos ministros do Supremo Tribunal Federal em julgamentos de controle concentrado.

## Obras jurídicas
- Curso de Direito Constitucional Positivo 39ª ed.  – até a EC 90/2015.
- Aplicabilidade das Normas Constitucionais
- Comentário Contextual à Constituição
- Processo Constitucional de Formação das Leis
- Poder Constituinte e Poder Popular: Estudos Sobre a Constituição
- Direito Urbanístico Brasileiro
- Direito Ambiental Constitucional
- O Constitucionalismo Brasileiro
- Ordenação Constitucional da Cultura
- Ação Popular Constitucional
- Poder Constituinte e Poder Popular
- Manual do Vereador
- Um Pouco de Direito Constitucional Comparado
- A Faculdade e Meu Itinerário Constitucional
- Processo Constitucional de Formação das Leis

## Outras obras
- Buritizal A história de Miguelão Capaégua (romance, 1996).